# Урсалабаш
Урсалаба́ш (тат. Урсалыбаш) — село в Альметьевском районе Республики Татарстан, в составе Сулеевского сельского поселения.

## История
В «Списке населенных мест по сведениям 1859 года», изданном в 1864 году, населённый пункт упомянут как казённая и башкирская деревня Урсалыбаш 1-го стана Бугульминского уезда Самарской губернии. Располагалась при речке Урсале, по правую сторону Казанского почтового тракта из Бугульмы в Чистое Поле, в 55 верстах от уездного города Бугульмы и в 22 верстах от становой квартиры в казённой и башкирской деревне Альметева (Альметь-муллина). В деревне в 56 дворах жили 310 человек (122 мужчины и 188 женщин). Была мечеть.

## Население
| 1746 | 1762 | 1795 | 1816 | 1850 | 1859 | 1889 | 1897 | 1910 | 1920 | 1926 | 1938 | 1949 | 1958 | 1970 | 1979 | 1989 | 2002 | 2010 | 2015 |
| ---- | ---- | ---- | ---- | ---- | ---- | ---- | ---- | ---- | ---- | ---- | ---- | ---- | ---- | ---- | ---- | ---- | ---- | ---- | ---- |
| 30   | 42   | 229  | 118  | 156  | 310  | 681  | 697  | 765  | 985  | 1004 | 881  | 851  | 722  | 845  | 690  | 388  | 373  | 416  | 356  |

Национальный состав села: татары.